# Chordeiles
Chordeiles es un género de aves caprimulgiformes pertenecientes a la familia Caprimulgidae que agrupa a especies nativas de América, que se distribuyen desde el interior meridional y el suroeste de Canadá por de América del Norte, Central, islas del Caribe y América del Sur hasta el centro de Argentina. A sus miembros se les conoce por los nombres populares de añaperos, chotacabras, atajacaminos, aguaitacaminos, dormilones, yañarcaj, ñanarcaj o pucuyos, entre otros.

## Lista de especies
De acuerdo a las clasificaciones del Congreso Ornitológico Internacional (IOC, Versión 5.1, 2015) y Clements Checklist 6.9, este género agrupa a las siguientes 6 especies:
- Chordeiles nacunda (Vieillot, 1817) - añapero ñacundá;
- Chordeiles gundlachii Lawrence, 1857 - añapero querequeté;
- Chordeiles acutipennis (Hermann, 1783) - añapero garrapena;
- Chordeiles minor (Forster,JR, 1771) - añapero yanqui;
- Chordeiles pusillus Gould, 1861 - añapero menudo;
- Chordeiles rupestris (Spix, 1825) - añapero blanco.

## Taxonomía
La especie Nyctiprogne vielliardi antes se incluía en este género como Chordeiles vielliardi, pero fue transferida de acuerdo a los estudios de Whitney et al. (2003), lo que fue reconocido mediante la aprobación de la Propuesta N° 232 al South American Classification Committee (SACC).
En marzo de 2011, con base en los estudios  filogénicos moleculares conducidos por Han et al (2010), fue aprobada la Propuesta N° 467 al SACC transfiriendo el género monotípico Podager para Chordeiles.